# Sture Hållberg
Sture Hållberg (* 11. Juni 1917 in Kramfors; † 8. Juni 1988 ebenda) war ein schwedischer Boxer.

## Werdegang
Sture Hållberg nahm an den Olympischen Sommerspielen 1936 in Berlin teil. Im Fliegengewichtsturnier unterlag er in der ersten Runde durch Knockout dem Belgier Raoul Degryse.